# دوپلوس
دوپلوس (به انگلیسی: Duplus) یک کشتی بود. این کشتی در سال ۱۹۶۹ ساخته شد.